# Emanuel Beke
Emanuel Beke (em húngaro:  Beke Manó; Pápa, 24 de abril de 1862 – Budapeste, 27 de junho de 1946) foi um matemático húngaro, especialista em equações diferenciais, determinantes e física matemática. É conhecido por reformar o ensino da matemática na Hungria.

## Formação e carreira
Graduado pela Universidade Eötvös Loránd (Universidade de Budapeste) em 1883, com um doutorado em 1884.
Lecionou em uma escola secundária em Budapeste até 1895, e passou o ano 1892/1893 em Göttingen com uma bolsa. Ficou sabendo das atividades de Felix Klein sobre a reforma do ensino da matemática, retornando para tornar-se o lider das reformas do ensino da matemática na Hungria. Em 1895 começou a lecionar no Mintagimnázium em Budapeste. Em 1900 foi apontado professor da Universidade de Budapeste.
Foi palestrante convidado do Congresso Internacional de Matemáticos em Roma (1908: Ueber den jetzigen Stand des mathematischen Unterrichtes und die Reformbestrebungen in Ungarn). Em 1914 foi eleito membro correspondente da Academia de Ciências da Hungria. Em 1922 o conselho da Universidade de Budapeste condenou sua atividade política, demitindo-o da universidade, e não o reconhecendo como membro da Academia de Ciências da Hungria. Após sua demissão trabalhou para uma firma de publicações.
Desde 1950 a János Bolyai Mathematical Society concede o Máno Beke Commemorative Prize para o ensino e popularização da matemática.

## Publicações selecionadas

### Artigos
- "Die Irreducibilität der homogenen linearen Differentialgleichungen." Mathematische Annalen 45, no. 2 (1894): 278–294.
- "Die symmetrischen Functionen bei den linearen homogenen Differentialgleichungen." Mathematische Annalen 45, no. 2 (1894): 295–300.
- "Ueber die allgemeinste Differentialresolvente der homogenen linearen Differentialgleichungen." Mathematische Annalen 46, no. 4 (1895): 557–560.
- "Zur Gruppentheorie der homogenen linearen Differentialgleichungen." Mathematische Annalen 49, no. 3 (1897): 573–580.

### Livros
- Differenciál- és integrálszámítás I–II (1910–1916)
- Determinánsok (1915)
- Analytikai geometria (1926)